# Verlhac-Tescou
Pour les articles homonymes, voir Verlhac.
Verlhac-Tescou [vɛʁlak tɛsku] est une commune française située dans le sud-est du département de Tarn-et-Garonne, en région Occitanie. Sur le plan historique et culturel, la commune est dans le Pays Montalbanais, correspondant à la partie méridionale du Quercy.
Exposée à un climat océanique altéré, elle est drainée par le Tescou, le Tescounet, le ruisseau de Nadalou et par divers autres petits cours d'eau.
Verlhac-Tescou est une commune rurale qui compte 565 habitants en 2022.  Elle fait partie de l'aire d'attraction de Montauban. Ses habitants sont appelés les Verlhacois ou  Verlhacoises.

## Géographie

### Localisation
La commune est située dans le sud du Quercy. Elle est située à 18 km au sud-est de Montauban et à 38 km au nord de Toulouse.
Verlhac-Tescou est limitrophe des départements du Tarn et de la Haute-Garonne.

### Communes limitrophes
Les communes limitrophes sont  Beauvais-sur-Tescou, La Salvetat-Belmontet, Le Born, Montdurausse, Montgaillard, Saint-Nauphary, Saint-Urcisse, Varennes et Villemur-sur-Tarn.
| Saint-Nauphary                    | La Salvetat-Belmontet   | Montdurausse (Tarn)                             |
| Varennes                          | Verlhac-Tescou          | Saint-Urcisse (Tarn)                            |
| Villemur-sur-Tarn (Haute-Garonne) | Le Born (Haute-Garonne) | Montgaillard (Tarn), Beauvais-sur-Tescou (Tarn) |

### Géologie et relief
La superficie de la commune est de 2269 hectares, son altitude varie de 110 à 220 mètres.

### Hydrographie

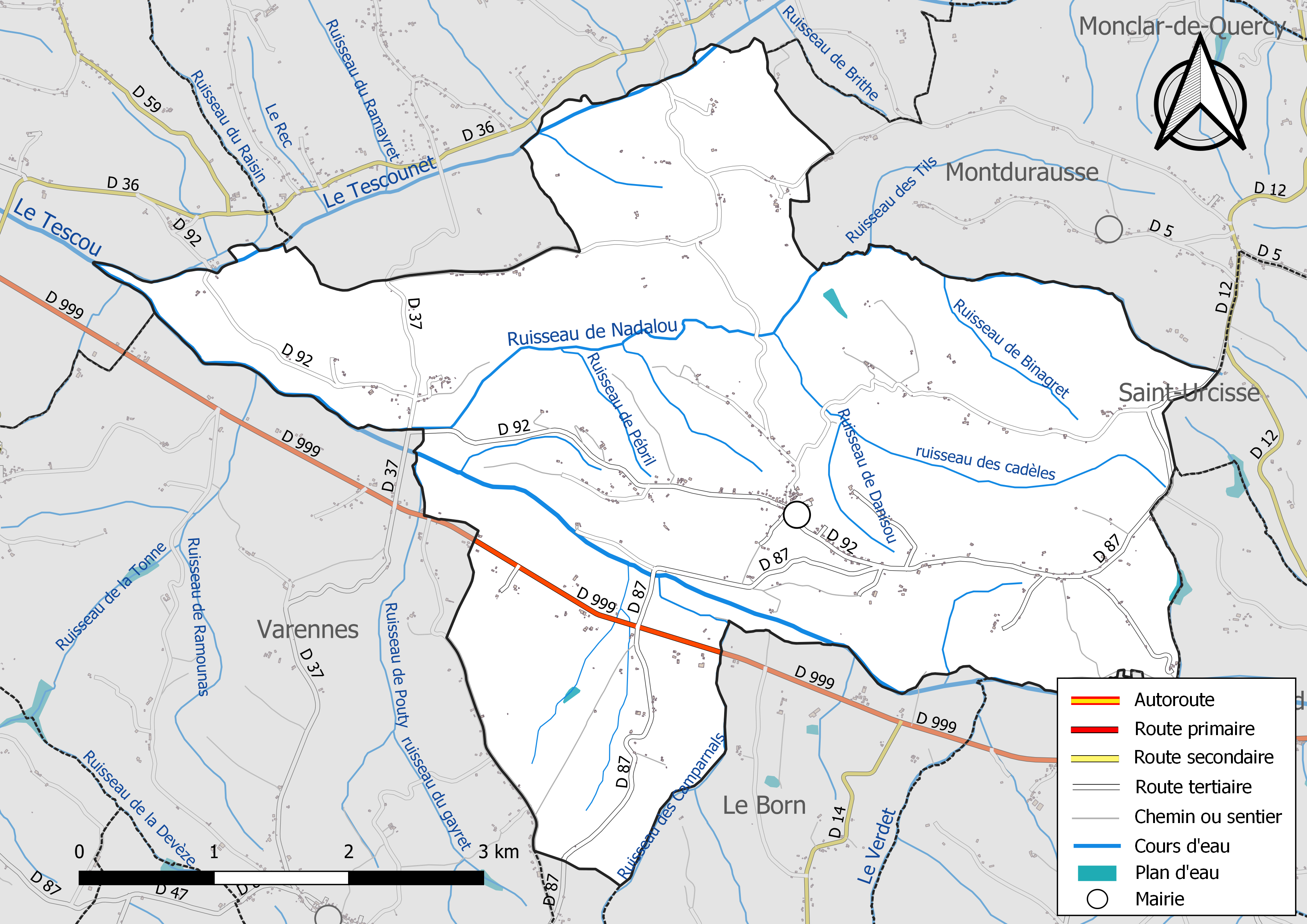
Réseaux hydrographique et routier de Verlhac-Tescou.

La commune est dans le bassin versant de la Garonne, au sein du bassin hydrographique Adour-Garonne. Elle est drainée par le Tescou, le Tescounet, le ruisseau de Nadalou, un bras du Tescounet, le ruisseau de Binagret, le ruisseau de Danisou, le ruisseau de la Barrabie, le ruisseau de la Bruguette, le ruisseau de Pébril, le ruisseau de Pouty, le ruisseau des cadèles, le ruisseau des Camparnals, le ruisseau des Tils, le ruisseau des Vergnes et par divers petits cours d'eau, constituant un réseau hydrographique de 28 km de longueur totale,.
Le Tescou, d'une longueur totale de 48,8 km, prend sa source dans la commune de Castelnau-de-Montmiral et s'écoule d'est en ouest. Il traverse la commune et se jette dans le Tarn à Montauban, après avoir traversé 13 communes.
Le Tescounet, d'une longueur totale de 21,7 km, prend sa source dans la commune de Salvagnac et s'écoule d'est en ouest. Il traverse la commune et se jette dans le Tescou à Saint-Nauphary, après avoir traversé 8 communes.

### Climat
Pour des articles plus généraux, voir Climat de l'Occitanie et Climat de Tarn-et-Garonne.
En 2010, le climat de la commune est de type climat du Bassin du Sud-Ouest, selon une étude du Centre national de la recherche scientifique s'appuyant sur une série de données couvrant la période 1971-2000. En 2020, Météo-France publie une typologie des climats de la France métropolitaine dans laquelle la commune est exposée à un climat océanique altéré et est dans la région climatique Aquitaine, Gascogne, caractérisée par une pluviométrie abondante au printemps, modérée en automne, un faible ensoleillement au printemps, un été chaud (19,5 °C), des vents faibles, des brouillards fréquents en automne et en hiver et des orages fréquents en été (15 à 20 jours).
Pour la période 1971-2000, la température annuelle moyenne est de 13,1 °C, avec une amplitude thermique annuelle de 15,8 °C. Le cumul annuel moyen de précipitations est de 775 mm, avec 9,5 jours de précipitations en janvier et 5,4 jours en juillet. Pour la période 1991-2020, la température moyenne annuelle observée sur la station météorologique de Météo-France la plus proche, « Puycelsi », sur la commune de Puycelsi à 16 km à vol d'oiseau, est de 13,2 °C et le cumul annuel moyen de précipitations est de 740,4 mm. 
La température maximale relevée sur cette station est de 41,9 °C, atteinte le 24 août 2023 ; la température minimale est de −11,7 °C, atteinte le 8 février 2012,,.
Les paramètres climatiques de la commune ont été estimés pour le milieu du siècle (2041-2070) selon différents scénarios d'émission de gaz à effet de serre à partir des nouvelles projections climatiques de référence DRIAS-2020. Ils sont consultables sur un site dédié publié par Météo-France en novembre 2022.

### Milieux naturels et biodiversité
Aucun espace naturel présentant un intérêt patrimonial n'est recensé sur la commune dans l'inventaire national du patrimoine naturel,,.

## Urbanisme

### Typologie
Au 1er janvier 2024, Verlhac-Tescou est catégorisée commune rurale à habitat très dispersé, selon la nouvelle grille communale de densité à sept niveaux définie par l'Insee en 2022.
Elle est située hors unité urbaine. Par ailleurs la commune fait partie de l'aire d'attraction de Montauban, dont elle est une commune de la couronne,. Cette aire, qui regroupe 50 communes, est catégorisée dans les aires de 50 000 à moins de 200 000 habitants,.

### Occupation des sols
L'occupation des sols de la commune, telle qu'elle ressort de la base de données européenne d’occupation biophysique des sols Corine Land Cover (CLC), est marquée par l'importance des territoires agricoles (79,5 % en 2018), une proportion identique à celle de 1990 (79,5 %). La répartition détaillée en 2018 est la suivante : 
terres arables (47,4 %), zones agricoles hétérogènes (29,2 %), forêts (20,5 %), prairies (3 %). L'évolution de l’occupation des sols de la commune et de ses infrastructures peut être observée sur les différentes représentations cartographiques du territoire : la carte de Cassini (XVIIIe siècle), la carte d'état-major (1820-1866) et les cartes ou photos aériennes de l'IGN pour la période actuelle (1950 à aujourd'hui).

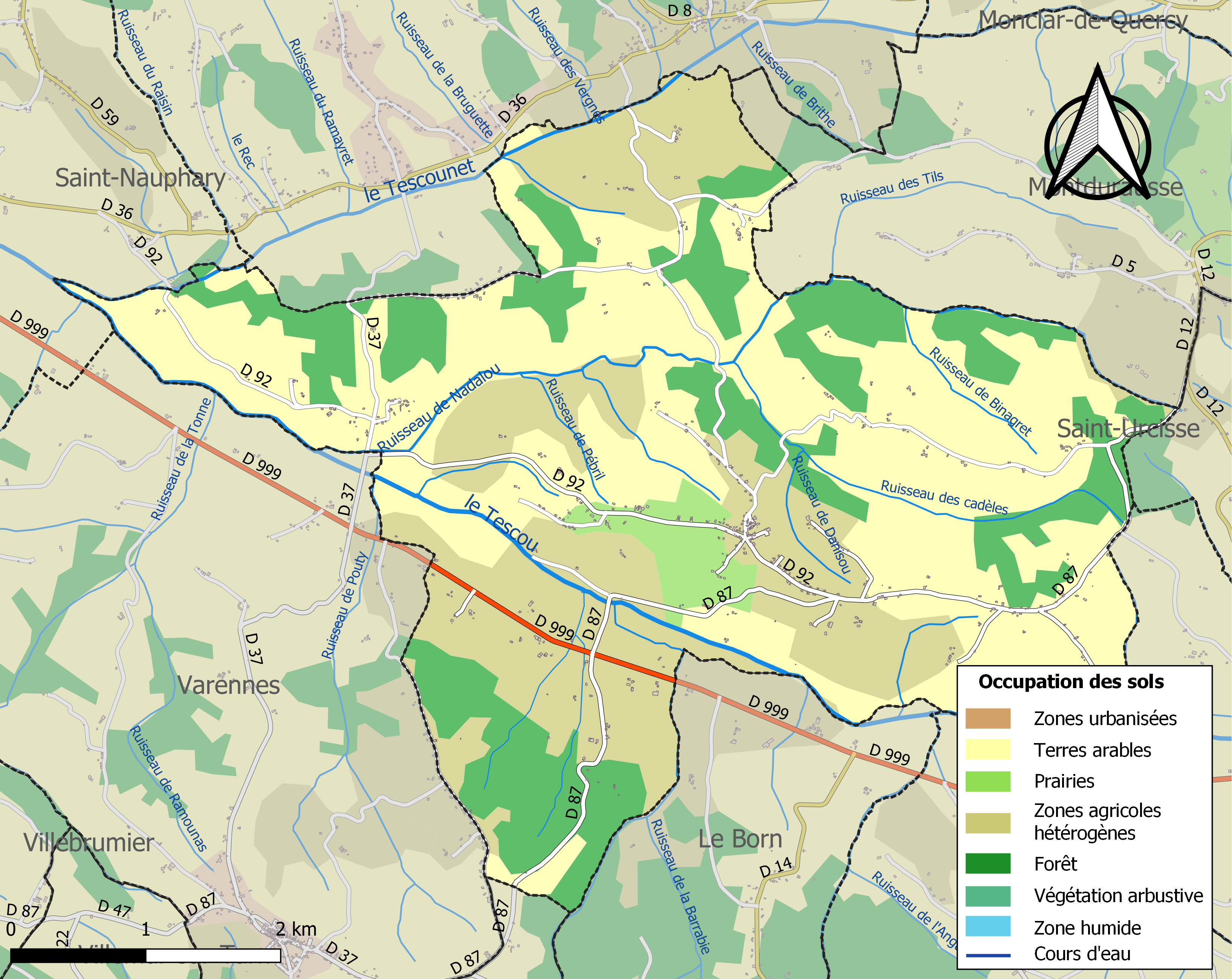
Carte des infrastructures et de l'occupation des sols de la commune en 2018 (CLC).

### Voies de communication et transports
La commune est accessible par l'A20  63 (Albi-Gaillac) puis par la RD999 (ex-RN99).
La gare la plus proche de Verlhac-Tescou est la gare de Montauban-Villebourbon.
A noter qu'une ligne du réseau de bus TER Midi-Pyrénées, reliant Montauban à Albi (ligne 921), s'arrête à proximité de la commune (à Saint-Nauphary et à Beauvais-sur-Tescou).

### Risques majeurs
Le territoire de la commune de Verlhac-Tescou est vulnérable à différents aléas naturels : météorologiques (tempête, orage, neige, grand froid, canicule ou sécheresse), inondations, mouvements de terrains et séisme (sismicité très faible). Il est également exposé à un risque technologique,  le transport de matières dangereuses. Un site publié par le BRGM permet d'évaluer simplement et rapidement les risques d'un bien localisé soit par son adresse soit par le numéro de sa parcelle.

#### Risques naturels
Certaines parties du territoire communal sont susceptibles d’être affectées par le risque d’inondation par débordement de cours d'eau, notamment le Tescou et le Tescounet. La cartographie des zones inondables en ex-Midi-Pyrénées réalisée dans le cadre du XIe Contrat de plan État-région, visant à informer les citoyens et les décideurs sur le risque d’inondation, est accessible sur le site de la DREAL Occitanie. La commune a été reconnue en état de catastrophe naturelle au titre des dommages causés par les inondations et coulées de boue survenues en 1982 et 1999,.
Verlhac-Tescou est exposée au risque de feu de forêt. Le département de Tarn-et-Garonne présentant toutefois globalement un niveau d’aléa moyen à faible très localisé, aucun Plan départemental de protection des forêts contre les risques d’incendie de forêt (PFCIF) n'a été élaboré. Le débroussaillement aux abords des maisons constitue l’une des meilleures protections pour les particuliers contre le feu,.

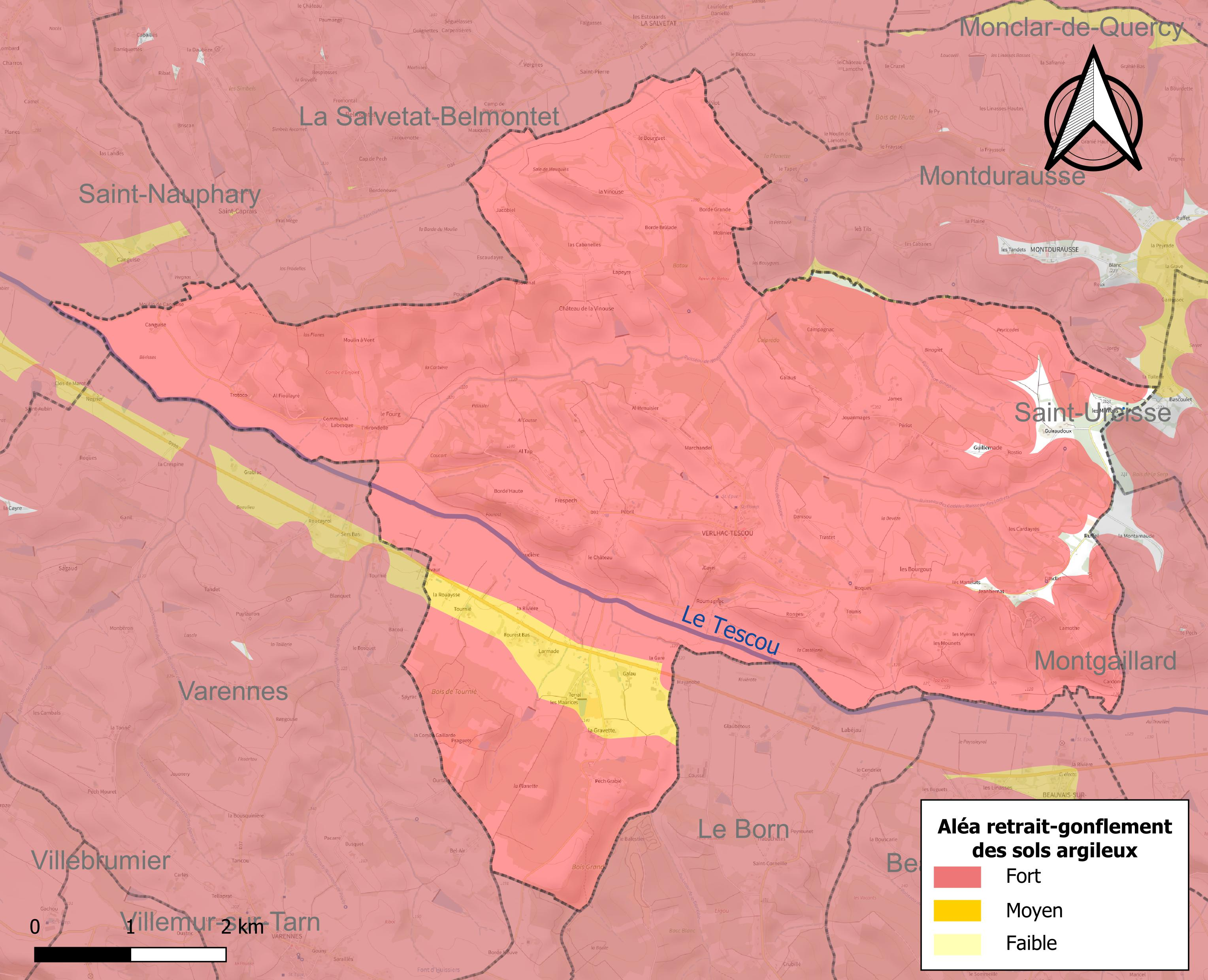
Carte des zones d'aléa retrait-gonflement des sols argileux de Verlhac-Tescou.

Les mouvements de terrains susceptibles de se produire sur la commune sont des tassements différentiels.
Le retrait-gonflement des sols argileux est susceptible d'engendrer des dommages importants aux bâtiments en cas d’alternance de périodes de sécheresse et de pluie. 98,2 % de la superficie communale est en aléa moyen ou fort (92 % au niveau départemental et 48,5 % au niveau national). Sur les 244 bâtiments dénombrés sur la commune en 2019, 233 sont en aléa moyen ou fort, soit 95 %, à comparer aux 96 % au niveau départemental et 54 % au niveau national. Une cartographie de l'exposition du territoire national au retrait gonflement des sols argileux est disponible sur le site du BRGM,.
Par ailleurs, afin de mieux appréhender le risque d’affaissement de terrain, l'inventaire national des cavités souterraines permet de localiser celles situées sur la commune.
Concernant les mouvements de terrains, la commune a été reconnue en état de catastrophe naturelle au titre des dommages causés par la sécheresse en 1989, 1991, 1992, 1995, 1998, 2003, 2010, 2011, 2012, 2016 et 2017 et par des mouvements de terrain en 1999.

#### Risques technologiques
Le risque de transport de matières dangereuses sur la commune est lié à sa traversée par des infrastructures routières ou ferroviaires importantes ou la présence d'une canalisation de transport d'hydrocarbures. Un accident se produisant sur de telles infrastructures est susceptible d’avoir des effets graves sur les biens, les personnes ou l'environnement, selon la nature du matériau transporté. Des dispositions d’urbanisme peuvent être préconisées en conséquence.

## Histoire

### Origine du nom de Verlhac-Tescou
Ver(g)iliacum.
Peut-être du nom de personne gallo-romain Vergilius + suffixe d'appartenance -acum ; du nom du cours d'eau près duquel le village est établi. L'étymologie tasconium (terre argileuse) est peu convaincante (tascos signifie « blaireau » en gaulois).
Le terme apparaît dans les textes au Xe siècle. Son alleu (fonds de terre, soit noble, soit roturier, exempt de tous les droits et devoirs féodaux) et son église située dans la vallée, près du Tescou, sont évoqués dans le testament de Raymond 1er, comte de Rouergue qui les lègue, à ce moment-là, à l’abbaye de Montauriol.

### La bastide auXIIIesiècle
Une bastide fut fondée avant 1249 par Raymond VII comte de Toulouse. Cette bastide ne fut pas une simple juridiction, mais donna certainement naissance à un pôle d’habitat regroupé.
Elle fut implantée à proximité d’un château seigneurial préexistant, en sommet de coteau, à un emplacement dominant la vallée du Tescou. Elle se trouvait à proximité de l’actuel lieu-dit le Château.
Il n’en subsiste aucun vestige visible aujourd’hui sauf peut-être une partie des fossés.

### Les coutumes de 1306
Des coutumes furent octroyées en 1306 aux habitants de Verlhac par Hélie de Talleyrand, comte de Périgord. Dans les coutumes il est, entre autres, question de la taille des parcelles à bâtir ce qui laisse supposer que la bastide ne s’est pas limitée à une juridiction mais entraîna bien l’agglomération d’un habitat : « cascun hostal o casal que ara sies stadis de largessa et dozze de lonc ». Il y est question de la communauté, mais aussi des franchises économiques ou encore de la justice.

### Refuge des derniers Cathares
Peire Authié s'est réfugié en 1308 à Verlhac-Tescou chez Pierre de Clairac et Bertrand Salès,, il échappa longtemps aux poursuites, mais fut dénoncé, arrêté par l'Inquisition et brûlé vif à Toulouse le 9 avril 1310.

### Un fort villageois auXVIesiècle
Très probablement au milieu du XVIe siècle, au moment des guerres de religion, un fort villageois a été fondé à Verlhac. Un fort villageois est une «fortification collective de faible superficie, d’abord destinée à être utilisée temporairement en cas de danger par les habitants». La bastide, dans laquelle il ne subsistait presque plus de maison, a été mise en défense pour créer le fort. Celui-ci est connu notamment grâce au compoix de 1582. Il y est question du « fort de Verlhac » et du « faubourg de Verlhac».
Il y avait à cette date une soixantaine de maisons dans le fort et une cinquantaine dans le faubourg. Tous les tenanciers de maisons dans le fort possédaient aussi au moins une maison à l’extérieur du fort, dans le faubourg, dans un hameau ou isolée. Le fort villageois était fortifié. Il est question à de nombreuses reprises dans ce document de la «muralha du fort.

### Le déplacement du village auXVIIesiècle
Au début de l’époque moderne Verlhac a été marquée par le protestantisme. Il y aurait eu un temple dans le faubourg et les seigneurs du lieu, les du Bousquet, étaient protestants. Jacques du Bousquet est quant à lui victime de la répression anti-protestante en 1685. Son château est saisi et il est exilé en 1687. Le village disparaît donc très certainement du lieu-dit le Château au cours du XVIIe siècle et se déplace progressivement vers son emplacement actuel appelé dans le compoix de 1651 : «les Forests de Saint Barthélemy.
En 1811, le village est composé d’un petit regroupement d’habitats au lieu-dit Fourest et à côté duquel se trouve le presbytère. L’église et le cimetière sont relégués à l’écart, au sud du hameau. Vers 1820, une nouvelle église est édifiée à proximité du hameau, légèrement au sud de celui-ci, et l’ancienne est démolie.
Le village se constitue réellement au cours de la seconde moitié du XIXe siècle et dans les premières décennies du XXe siècle. À cette période sont construits plusieurs ateliers et commerces, mais aussi des édifices publics. Parmi les ateliers et commerces, il est intéressant de signaler l’épicerie et l’atelier de charron, qui faisait aussi office de café un jour par semaine. Vers 1886, l’église est reconstruite et devant elle, au nord du parvis, est construit un bâtiment abritant la mairie et une école de garçons. L’installation de ces commerces et édifices publics donne naissance au village en tant que pôle administratif et économique de la commune. Ces maisons de village n’ont pas de fonction agricole. Leurs habitants sont alors artisans ou travaillent dans des fermes

## Politique et administration

### Administration municipale
Le nombre d'habitants au recensement de 2011 étant compris entre 100 et 499, le nombre de membres du conseil municipal pour l'élection de 2014 est de onze,.

### Rattachements administratifs et électoraux
La commune fait partie de la Première Circonscription de Tarn-et-Garonne, de la Communauté de Communes Quercy-Vert-Aveyron et du canton de Tarn-Tescou-Quercy-Vert. La commune fait aussi partie de l'Arrondissement de Montauban.

### Liste des maires
| Période   | Période                       | Identité              | Étiquette | Qualité |
| --------- | ----------------------------- | --------------------- | --------- | ------- |
| 1800      | 1805                          | Antoine Couderc       |           |         |
| 1805      | 1812                          | Pierre Lala           |           |         |
| 1812      | 1843                          | Jean Lala             |           |         |
| 1843      | 1848                          | Antoine Marty         |           |         |
| 1848      | 1855                          | Etienne Marty         |           |         |
| 1855      | 1876                          | Jean-Pierre Prebosc   |           |         |
| 1876      | 1884                          | Antoine Lala          |           |         |
| 1884      | 1896                          | Raymond Edouard Segur |           |         |
| 1896      | 1897                          | Casimir Segur         |           |         |
| 1897      | 1924                          | Pierre Talabot        |           |         |
| 1924      | 1925                          | Antoine Mauquie       |           |         |
| 1925      | 1943                          | Casimir Segur         |           |         |
| 1943      | 1943                          | Lucien Alric          |           |         |
| 1944      | 1947                          | Lucien Alric          |           |         |
| 1947      | 1983                          | Fernand Vern          |           |         |
| mars 1983 | En cours (au 16 juillet 2014) | Michel Regambert      |           |         |

## Population et société

### Démographie
L'évolution du nombre d'habitants est connue à travers les recensements de la population effectués dans la commune depuis 1793. Pour les communes de moins de 10 000 habitants, une enquête de recensement portant sur toute la population est réalisée tous les cinq ans, les populations de référence des années intermédiaires étant quant à elles estimées par interpolation ou extrapolation. Pour la commune, le premier recensement exhaustif entrant dans le cadre du nouveau dispositif a été réalisé en 2004.

En 2022, la commune comptait 565 habitants, en évolution de +9,07 % par rapport à 2016 (Tarn-et-Garonne : +3,12 %, France hors Mayotte : +2,11 %).
| 1793 | 1800 | 1806 | 1821 | 1831 | 1836 | 1841 | 1846 | 1851 |
| ---- | ---- | ---- | ---- | ---- | ---- | ---- | ---- | ---- |
| 620  | 475  | 538  | 851  | 953  | 924  | 891  | 953  | 951  |

| 1856 | 1861 | 1866 | 1872 | 1876 | 1881 | 1886 | 1891 | 1896 |
| ---- | ---- | ---- | ---- | ---- | ---- | ---- | ---- | ---- |
| 948  | 970  | 935  | 896  | 901  | 881  | 864  | 813  | 785  |

| 1901 | 1906 | 1911 | 1921 | 1926 | 1931 | 1936 | 1946 | 1954 |
| ---- | ---- | ---- | ---- | ---- | ---- | ---- | ---- | ---- |
| 763  | 732  | 654  | 567  | 570  | 565  | 518  | 492  | 478  |

| 1962 | 1968 | 1975 | 1982 | 1990 | 1999 | 2004 | 2006 | 2009 |
| ---- | ---- | ---- | ---- | ---- | ---- | ---- | ---- | ---- |
| 421  | 435  | 406  | 409  | 411  | 421  | 416  | 402  | 470  |

| 2014 | 2019 | 2022 | - | - | - | - | - | - |
| ---- | ---- | ---- | - | - | - | - | - | - |
| 519  | 522  | 565  | - | - | - | - | - | - |

### Enseignement
Verlhac-Tescou fait partie de l'Académie de Toulouse.
La commune possède une école maternelle, dans laquelle se rendent les élèves de La-Salvetat-Belmontet. L'école élémentaire se trouve donc dans cette même commune voisine.
L'éducation est assurée par le collège Olympe de Gouges de Montauban.

### Culture et festivités
Sur la commune, il existe un comité des fêtes, organisant notamment la fête annuelle du village, une association responsable du Centre des loisirs, une association pour la défense du patrimoine matériel et immatériel de la commune, un club des Ainés.

### Sports
La commune est prisée pour des randonnées, à pied ou à vélo.

### Écologie et recyclage
La collecte et le traitement des déchets ménagers et des déchets assimilés ainsi que la protection et la mise en valeur de l'environnement se font dans le cadre de la Communauté de Communes Quercy-Vert-Aveyron.

## Économie

### Revenus
En 2018, la commune compte 205 ménages fiscaux, regroupant 521 personnes. La médiane du revenu disponible par unité de consommation est de 20 990 € (20 140 € dans le département).

### Emploi
|                | 2008  | 2013   | 2018   |
| -------------- | ----- | ------ | ------ |
| Commune        | 4,4 % | 9,1 %  | 9,6 %  |
| Département    | 8,4 % | 10,2 % | 10,3 % |
| France entière | 8,3 % | 10 %   | 10 %   |

En 2018, la population âgée de 15 à 64 ans s'élève à 312 personnes, parmi lesquelles on compte 78 % d'actifs (68,4 % ayant un emploi et 9,6 % de chômeurs) et 22 % d'inactifs,. Depuis 2008, le taux de chômage communal (au sens du recensement) des 15-64 ans est inférieur à celui de la France et du département.
La commune fait partie de la couronne de l'aire d'attraction de Montauban, du fait qu'au moins 15 % des actifs travaillent dans le pôle,. Elle compte 57 emplois en 2018, contre 55 en 2013 et 78 en 2008. Le nombre d'actifs ayant un emploi résidant dans la commune est de 216, soit un indicateur de concentration d'emploi de 26,4 % et un taux d'activité parmi les 15 ans ou plus de 58,7 %.
Sur ces 216 actifs de 15 ans ou plus ayant un emploi, 44 travaillent dans la commune, soit 20 % des habitants. Pour se rendre au travail, 85,2 % des habitants utilisent un véhicule personnel ou de fonction à quatre roues, 1,4 % les transports en commun, 3,3 % s'y rendent en deux-roues, à vélo ou à pied et 10,2 % n'ont pas besoin de transport (travail au domicile).

### Activités hors agriculture
25 établissements sont implantés  à Verlhac-Tescou au 31 décembre 2019.
Le secteur de la construction est prépondérant sur la commune puisqu'il représente 24 % du nombre total d'établissements de la commune (6 sur les 25 entreprises implantées  à Verlhac-Tescou), contre 14,9 % au niveau départemental.

### Agriculture
La commune est dans le Lauragais, une petite région agricole située dans le sud-est du département de Tarn-et-Garonne. En 2020, l'orientation technico-économique de l'agriculture  sur la commune est la polyculture et/ou le polyélevage. 
|               | 1988  | 2000  | 2010  | 2020  |
| ------------- | ----- | ----- | ----- | ----- |
| Exploitations | 55    | 34    | 32    | 27    |
| SAU (ha)      | 1 311 | 1 277 | 1 270 | 1 251 |

Le nombre d'exploitations agricoles en activité et ayant leur siège dans la commune est passé de 55 lors du recensement agricole de 1988  à 34 en 2000 puis à 32 en 2010 et enfin à 27 en 2020, soit une baisse de 51 % en 32 ans. Le même mouvement est observé à l'échelle du département qui a perdu pendant cette période 57 % de ses exploitations,. La surface agricole utilisée sur la commune a également diminué, passant de 1 311 ha en 1988 à 1 251 ha en 2020. Parallèlement la surface agricole utilisée moyenne par exploitation a augmenté, passant de 24 à 46 ha.

## Culture locale et patrimoine

### Association Hiaude
L'association HIer AUjourd'hui DEmain à Verlhac, s'est donné pour but de : faire connaître, préserver et promouvoir le patrimoine bâti, naturel et culturel de la commune. Elle s'investit sur 3 projets principaux :
- La restauration de l'église de La Vinouse
- La sauvegarde et la mise en valeur des chemins ruraux
- L'animation communale à l'occasion des journées du Patrimoine

### Lieux et monuments
- Église Saint-Barthélemy de Verlhac-Tescou. L'édifice est référencé dans la base Mérimée et à l'Inventaire général Région Occitanie[42]. Plusieurs objets sont référencés dans la base Palissy (voir les notices liées)[42].

#### Église de La Vinouse
Église Notre-Dame-de-l'Assomption de la Vinouze - Anciennement Beata Maria Vinosa - (référence à la vigne, prépondante sur des terres argileuses et peu fertiles).
La paroisse de la Vinouse est mentionnée dès le XIIIe siècle. Elle appartenait à la seigneurie du Bourguet à la fin du Moyen Âge et à l'époque moderne. Elle a été une annexe de Montdurausse au cours de l'époque moderne. L'église a été rattachée à la paroisse de Verlhac-Tescou au XVIIIe siècle. Il n'y a plus actuellement de service régulier à la Vinouze.
Cet édifice est une des rares églises du département, bâtie en terre massive et en adobe, et un très rare exemple régional et national encore conservé. D'après la bibliographie, l'église semble avoir été en partie reconstruite à la fin du XVIIe siècle. L’église de la Vinouse a reçu en 2011 le label européen « Architecture européenne de terre remarquable » créé dans le cadre du projet «Terra Incognita», et grâce au soutien du Pays Midi-Quercy. Créée en 2013, l’association HIAUDE a entrepris et mené à bien la restauration complète de ce bâtiment avec l’aide de la municipalité, de la région Occitanie, du programme européen Leader avec l’appui du Pays Midi-Quercy.

### Héraldique
| Blason de Verlhac-Tescou | Blason  | De sinople à deux pals d'or, au chef du même.    |
| Blason de Verlhac-Tescou | Détails | Le statut officiel du blason reste à déterminer. |

### Personnalités liées à la commune
- Jean Henri Bonneval La Trobe.
- Jean de Viguerie.

## Pour approfondir